# Audrey Landers

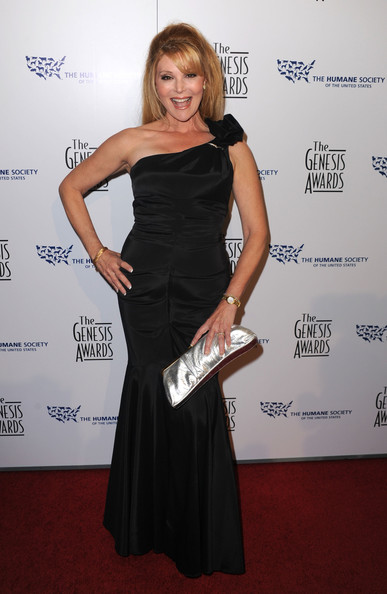
Audrey Landers la cea de-a 24-a ediție a Premiilor Genesis în 2010

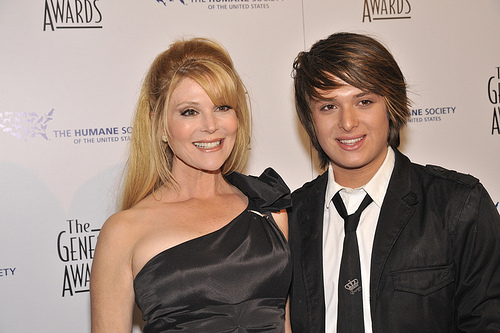
Audrey Landers împreună cu fiul Daniel

Audrey Landers (născută Audrey Hamburg, n. 18 iulie 1956, Pennsylvania, SUA) este o actriță, cântăreață, compozitoare și textieră americană din Statele Unite.  
Este cunoscută pentru interpretarea rolului cântăreței Afton Cooper în serialul american de televiziune Dallas și cea a lui Val Clarke în versiunea cinematografică a lui Chorus Line. Este, de asemenea, interpreta hiturilor Manuel Goodbye, Little River și Playa Blanca. 
Printre cele mai cunoscute filme ale sale se numără Zbor deasupra unui cuib de cuci (1975), 1941 (1979), Chorus Line (1985), Johann Strauss, regele neîncoronat al valsului (1987) cât și serialul de televiziune Dallas.

## Biografie
Audrey Landers este fiica lui Ruth Landers și sora mai mare cu doi ani a lui Judy Landers, care este de asemenea actriță. 
Audrey Landers a studiat muzica la Juilliard School din New York și psihologia la Universitatea Columbia. Primul ei rol la televiziune a fost în telenovela The Secret Storm în 1972. Apoi a jucat în mai multe seriale de televiziune sau filme TV precum Happy Days, Galactica, Îngerii lui Charlie, Fantasy Island, The Dukes of Hazzard, în timp ce în film de cinema o vedem în filmul 1941 de Steven Spielberg.
În ianuarie 1981, în timpul primei difuzări a celui de-al 11-lea episod din sezonul 4 al serialului de televiziune Dallas din Statele Unite, a apărut în rolul lui Afton Cooper care avea să-i aducă faima. A jucat rolul până în 1984 și a plecat din serial pentru a juca în adaptarea cinematografică a musicalului Chorus Line de Richard Attenborough pentru care a obținut rolul lui Val Clarke.
Nu numai în Dallas, ci și în viața reală, Audrey Landers și-a început o carieră ca cântăreață. Cel mai mare hit al ei a fost Manuel Goodbye în 1983, care a ajuns în top 10 în Germania și pe locul 3 în Franța. Honeymoon in Trinidad, Little River și Playa Blanca au fost numele celorlalte succese ale americancei în paralel cu timpul petrecut în serialul Dallas. Unele dintre melodiile sale au fost versiuni cover ale hiturilor Silverbird, Fernando și San Francisco.
Audrey Landers, în colaborare cu mama ei Ruth și cu sora ei Judy, conduce mai multe proiecte pentru televiziune și cinema. Astfel, în 1989, a jucat alături de sora ei în filmul Ghost Writer, al cărui producător executiv era Ruth Landers. În 1995, ea a creat și produs împreună cu Ruth și Judy un serial de televiziune educațional pentru copii, The Huggabug Club, compunând și muzica împreună cu Ralf Stemmann. În 2006, ea a scris și regizat împreună cu sora ei filmul Circus Camp în care au jucat amândouă, în timp ce Ruth Landers era producător executiv. Într-un alt domeniu, Audrey și Ruth Landers și-au fondat compania, Landers STAR Collection, care oferă bijuterii, îmbrăcăminte și accesorii de modă pentru femei.
Audrey Landers s-a căsătorit cu omul de afaceri Donald Berkowitz în mai 1988. Ea a născut gemeni în iulie 1993, Adam și Daniel, acesta din urmă este actor și cântăreț.

## Filmografie selectivă

### Cinema
- 1971 Allucinante notte per un delitto (Going Home), regia Herbert B. Leonard
- 1975 Zbor deasupra unui cuib de cuci (One Flew Over the Cuckoo's Nest), regia Miloš Forman
- 1979 1941 (1941), regia Steven Spielberg
- 1981 Parking Paradise, regia Robert Butler
- 1982 Tennessee Stallion, regia Don Hulette
- 1983 Imps*, regia Scott Mansfield
- 1985 Chorus Line, regia Richard Attenborough
- 1985 Deadly Twins, regia Joe Oaks
- 1986 Getting Even, regia Dwight H. Little
- 1987 Johann Strauss, regele neîncoronat al valsului (Strauss), regia Franz Antel
- 1989 Freakshow, regia Constantino Magnatta
- 1989 Ghost Writer, regia Kenneth J. Hall
- 1991 California Casanova, regia Nat Christian
- 1997 Last Chance Love, regia Ankie Lau
- 2006 Circus Camp, regia Audrey Landers
- 2010 Deadly Closure, regia Andrzej Mrotek
- 2011 Jackie Goldberg Private Dick, regia Steven Moskovic și Rosario Roveto Jr.
- 2013 Water Lords, cortometraggio, regia Henry Barrial

## Televiziune
- 1970 Somerset - serial TV
- 1973 Room 222 - serial TV, 1 episod
- 1973 F.B.I. (The F.B.I.) - serie TV, 1 episod
- 1977 Pepper Anderson agente speciale (Police Woman) - serie TV, 1 episod
- 1977 Happy Days - serial TV, 1 episod
- 1978 Goober & the Truckers' Paradise - film TV
- 1978 Battlestar Galactica (Battlestar Galactica) - serie TV, 1 episod
- 1979 Îngerii lui Charlie (Charlie's Angels) - serial TV
- 1979 Truck Driver (B.J. and the Bear) - serie TV, 1 episod
- 1979 Young Maverick (Young Maverick) - serie TV, 1 episod
- 1980 CHiPs - serie TV, 1 episod
- 1981 Aloha Paradise - serie TV, 1 episod
- 1983 The Hitchhiker (The Hitchhiker) - serie TV, 1 episod
- 1982-1985 Love Boat (The Love Boat) - serie TV, 4 episoade
- 1986 Hotel - serie TV, 1 episod
- 1986 Crazy Like a Fox - serie TV, 1 episod
- 1987 You Are the Jury - serie TV, 1 episod
- 1989 Telefonul de la miezul nopții (Midnight Caller) - serie TV, 1 episod
- 1981-1989 Dallas - serie TV, 84 episoade
- 1989 MacGyver - serial TV, 1 episod
- 1991 The Cosby Show (The Cosby Show) - serie TV, 1 episod
- 1990-1991 Una vita da vivere (One Life to Live) - serie TV, 9 episoade
- 1992 Silk Stalkings - serie TV, 1 episod
- 1993 Lois și Clark (Lois & Clark: the New Adventures of Superman) - serie TV, 1 episod
- 1994 La legge di Burke (Burke's Law) - serie TV, 1 episod
- 1986-1996 Verdict crimă (Murder, She Wrote) - serie TV, 2 episoade
- 1996 Dallas - Il ritorno di J.R. (Dallas: J.R. Returns) - film TV
- 2007-2008 Spion pe cont propriu (Burn Notice) - serie TV, 4 episoade
- 2008 Bachelor Party 2 - L'ultima tentazione (Bachelor Party 2: The Last Temptation) - film TV, regia James Ryan
- 2013-2014 Dallas - serie TV, 2 episoade

## Discografie

Albumul Audrey Landers - Little River (1983)

Albumul Audrey Landers - Holiday Dreams (1984)

### Albume
- 1983 Little River – Audrey Landers – Little River, Ariola 205 810, 1983[4]
- 1984 Audrey Landers
- 1984 Holiday Dreams – Wo Der Südwind Weht (Holiday Dreams)[3]
- 1985 Paradise Generation
- 1986 Country Dreams
- 1988 Secrets
- 1990 My Dreams For You
- 1991 Rendez-Vous
- 1992 Das Audrey-Landers-Weihnachtsalbum
- 1995 Rose der Prärie
- 2000 Best of Audrey Landers
- 2005 Spuren Eines Sommers
- 2006 Dolce Vita